# 고금초등학교
고금초등학교는 대한민국 전라남도 완도군 고금면에 있는 공립 초등학교이다.

## 학교 연혁
- 1911년 6월 8일 사립고금보통학교 설립 인가 및 개교
- 1919년 9월 30일 고금공립보통학교 개편
- 1938년 4월 1일 고금공립심상소학교 개편
- 1941년 4월 1일 고금공립국민학교 개편
- 1950년 4월 1일 고금국민학교 개편
- 일자미상 고금국민학교 용초분교 설립 인가
- 1960년 4월 1일 용초분교장 개교
- 일자미상 고금국민학교 척찬분교 설립 인가
- 1961년 4월 1일 척찬분교장 개교
- 일자미상 고금국민학교 청학분교 설립 인가
- 1962년 12월 7일 청학분교장 개교
- 일자미상 고금국민학교 봉명분교 설립 인가
- 1967년 11월 3일 봉명분교장 개교
- 1991년 6월 19일 덕동국민학교 초도분교장 폐교 및 본교 통폐합
- 1993년 9월 1일 척찬분교장 폐교 및 본교 통폐합
- 1994년 9월 1일 봉명분교장·용초분교장·청학분교장 폐교 및 본교 통폐합
- 1996년 3월 1일 고금초등학교 개편, 고금북초등학교 가교분교장 격하 편입
- 1997년 3월 1일 덕동초등학교 덕도분교장 폐교 및 본교 통폐합
- 1999년 9월 1일 고금남초등학교 폐교 및 본교 통폐합
- 2000년 3월 1일 덕동초등학교 분교장 격하 편입, 가교분교장 폐교 및 본교 통폐합
- 2002년 3월 1일 덕동분교장 폐교 및 본교 통폐합
- 2023년 1월 6일 제103회 졸업식 24명(누계: 11,625명)
- 2023년 3월 2일 초등 10학급 130명 편성, 병설유치원 1학급 3명 편성[1]
- 2024년 1월 8일 제104회 졸업식 19명(누계: 11,644명)
- 2024년 3월 4일 초등 8학급 106명 편성[2]
- 2024년 9월 1일 제38대 송충현 교장 부임

## 참고 자료
- 고금초등학교 - 한국교육학술정보원 학교알리미